# 云雨增三
云雨增三，即双鱼座13（13 Psc）是双鱼座的一颗恒星，视星等为+6.38，距离地球约674光年。